# USS Enterprise (CVN-65)
USS Enterprise (CVN-65) – „Big E”, amerykański lotniskowiec, pierwsza na świecie jednostka tej klasy z napędem jądrowym oraz jedyny przedstawiciel swojego typu, który ustanowił obowiązujący standard dla amerykańskich jądrowych jednostek tej klasy. Wyposażony między innymi w osiem reaktorów jądrowych oraz pierwszy na świecie okrętowy radar ze skanowaniem fazowym, pozostawał w służbie United States Navy przez pół wieku, uczestnicząc w większości kryzysów i konfliktów czasów zimnej wojny oraz po jej zakończeniu, w które zaangażowana była amerykańska marynarka wojenna. USS „Enterprise” (CVN-65) był ósmą jednostką w historii US Navy noszącą nazwę Enterprise.

## Geneza
W sierpniu 1950 roku szef operacji morskich US Navy adm. Forrest Sherman zażądał przeprowadzenia studiów wykonalności budowy lotniskowca napędzanego energia jądrową. W toku dalszych prac, zbudowano znajdujący się na lądzie testowy reaktor A1W, zaś w 1958 roku Kongres autoryzował fundusze na budowę pierwszego lotniskowca napędzanego siłownią jądrową. Wykorzystując sukces prac w amerykańskim programie napędu jądrowego, 4 lutego 1958 roku w stoczni Newport News położono stępkę pod pierwszy lotniskowiec czerpiący energię z reakcji jądrowej. Okręt został wodowany 24 września 1960 a przyjęcie do służby okrętu o nazwie USS „Enterprise” (CVN-65) nastąpiło 25 listopada 1961 roku.

## Konstrukcja
W moemencie przyjęcia do służby, USS „Enterprise” (CVN-65) był najdłuższym kiedykolwiek zbudowanym lotniskowcem. Jednostka o długości całkowitej 343,29 metra, miała wyporność pełną 93 284 ton. Energia siłowni zapewniana była przez osiem reaktorów A2W zapewnijących 280 000 koni mechanicznych na wałach przenoszących napęd na cztery śruby. Taki układ napędowy zapewniał jednostce mozliwość rozwinięcia prędkości 35 węzłów.

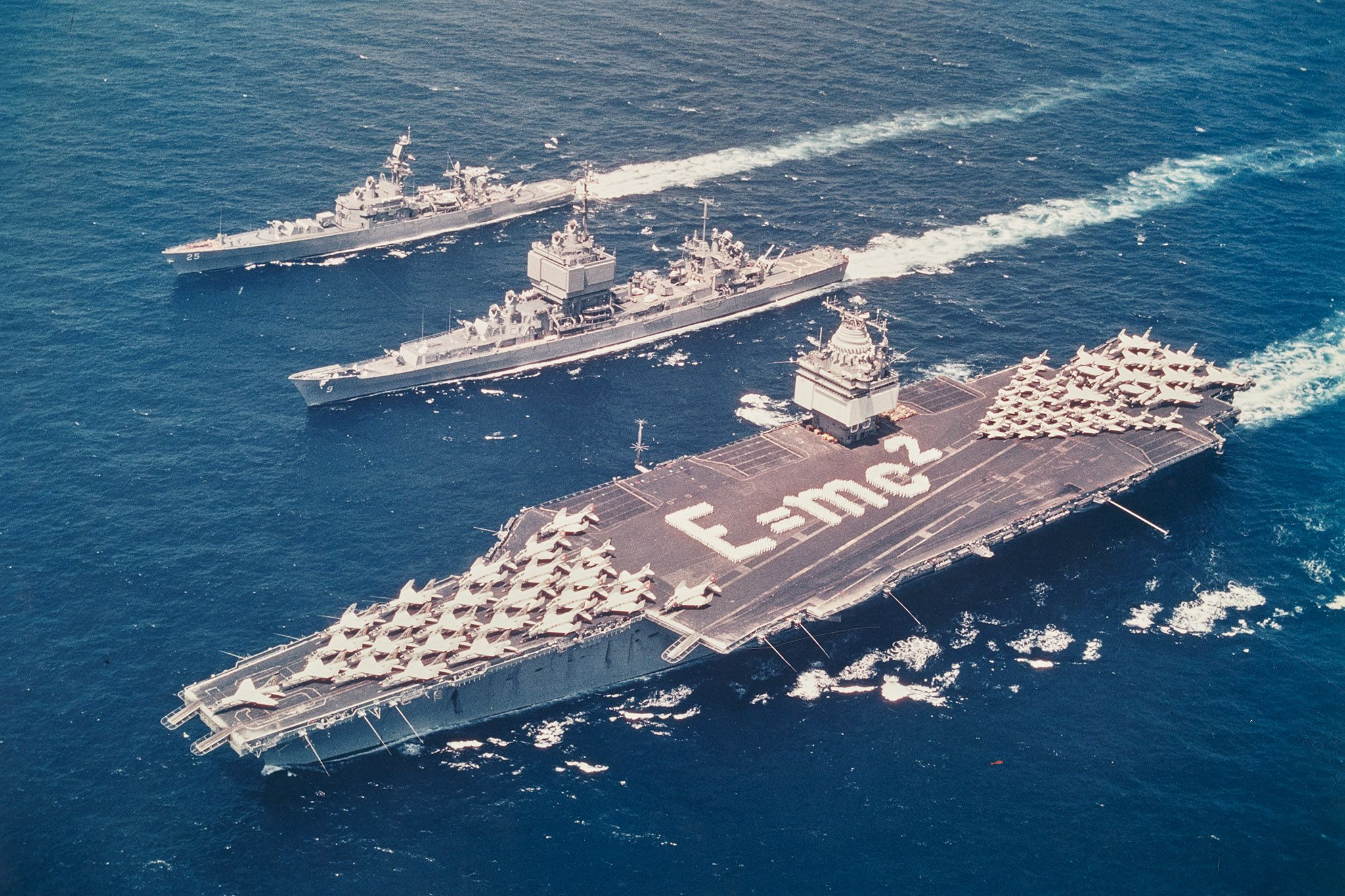
Okręty z napędem jądrowym podczas rejsu dookoła świata

Załoga jednostki składała się z 5500 osób, łącznie z okretowym skrzydłem lotniczym, składającym się z 85 samolotów. Ogólna konstrukcja okrętu odpowiadała konstrukcji jego konwencjonalnych poprzedników USS „Kitty Hawk” (CV-63) oraz USS „Constellation” (CV-64). Okręt miał cztery katapulty – dwie na dziobie i dwie pośrodku oraz cztery windy. Jego unikalna zaś w kształcie nadbudówka otrzymała nieoficjalny przydomek „the beehive” (ul). Umieszczone w nim zostały między innymi układ przeciwdziałania i walki elektronicznej oraz SCANFAR – pierwszy na świecie okrętowy radar ze skanowaniem fazowym, składający się z radarów SPS-32 oraz SPS-33.
Enterprise (CV-65) był pierwszym od czasów USS „Langley” (CV-1) lotniskowcem całkowicie pozbawionym własnego uzbrojenia. Jednostka zamierzona była wprawdzie do przenoszenia przeciwlotniczych systemów rakietowych RIM-2 Terrier, jednak system ten usunięto z projektu przed przybraniem przez okręt ostatecznej postaci. Dopiero w roku 1967 okręt otrzymał dwie wyrzutnie Mark 25 dla 8 pocisków RIM-7 Sea Sparrow, zaś w latach 80. otrzymał trzy zestawy Phalanx CIWS Mk. 15. W skład grupy lotniczej okrętu, wchodziło w trakcie jego służby wiele znanych typów samolotów – F-4 Phantom, F-14 Tomcat, A-1 Skyraider, A-3 Skywarrior, A-4 Skyhawk, A-5A Vigilante i A-7 Crusader. Ostatnim skrzydłem lotniczym jednostki był Carrier Air Wing One wyposazony w samoloty F/A-18E/F Super Hornet.

## Historia operacyjna
Historia operacyjna USS „Enterprise” (CVN-65) rozpoczęła się w 1962 roku, gdy okręt wziął udział w blokadzie Kuby podczas kubańskiego kryzysu rakietowego. W 1964 roku, wraz z krążownikami atomowymi USS „Long Beach” (CGN-9) i USS „Bainbridge” (CGN-25), jednostka wzięła udział w trwającym 65 dni rejsie dookoła świata w Sea Orbit.
2 grudnia 1965 wchodząc w skład 7 floty operującej w rejonie Pacyfiku jego samoloty pokładowe po raz pierwszy wzięły udział w walce atakując pozycje w Wietnamie zajmowane przez partyzantów z Vietcongu. 3 grudnia jego samoloty pokładowe w ciągu jednego dnia dokonały 165 ataków na pozycje nieprzyjaciela. W 1968 Enterprise był okrętem flagowym Task Force 71 utworzonego celem odpowiedzi na kryzys wywołany zajęciem przez Korę Północną amerykańskiego statku rozpoznawczego USS Pueblo (AGER-2). W tym samym roku samoloty grupy lotniczej „Enterprise” przeprowadziły uderzenia w Azji Południowo-wschodniej – do roku 1975 przeprowadzając łącznie sześć misji związanych z wojną w Wietnamie.
14 stycznia 1969 na pokładzie lotniskowca doszło do tragicznego wypadku. W czasie startu jednego z samolotów, gorące gazy wylotowe podgrzały podwieszony na innym samolocie pocisk typu Zuni, pocisk został samoistnie odpalony i uderzył w zaparkowane samoloty. Gwałtowny pożar strawił 15 samolotów oraz uszkodził okręt. W wyniku pożaru na pokładzie zginęło 28 członków załogi a 343 zostało rannych. Mimo ofiar i odniesionych uszkodzeń, okręt był w stanie wznowić działania awaryjnym trybie operacyjnym, zamiast tego został jednak skierowany do napraw na Hawajach.
Po zakończeniu wojny wietnamskiej okręt prowadził regularne działania operacyjne aż do roku 1988, kiedy uczestniczace w Praying Mantis samoloty jego grupy lotniczej zatopiły irańską fregatę „Sahand”. W latach 90. „Enterprise” wspierał działania IFORu w Bośni, a także w Iraku, egzekwując restrykcje „No-fly zone”. W październiku 2001 roku, samoloty skrzydła „Enterprise” wykonywały misje nad Afganistanem, wykonując uderzenia przeciwko siłom Talibanu i Al-Ka’idy.
USS „Enterprise” został wycofany z czynnej służby 1 grudnia 2012 roku w Naval Station Norfolk. W ciągu następnych pięciu lat okręt był stopniowo przygotowny do rozbiórki, zaś jego reaktory wygaszone. Ostatecznie jednostka została wycofana z amerykańskiej marynarki wojennej 3 lutego 2017 roku, podczas ceremonii w stoczni Newport News.

## Tradycja nazwy

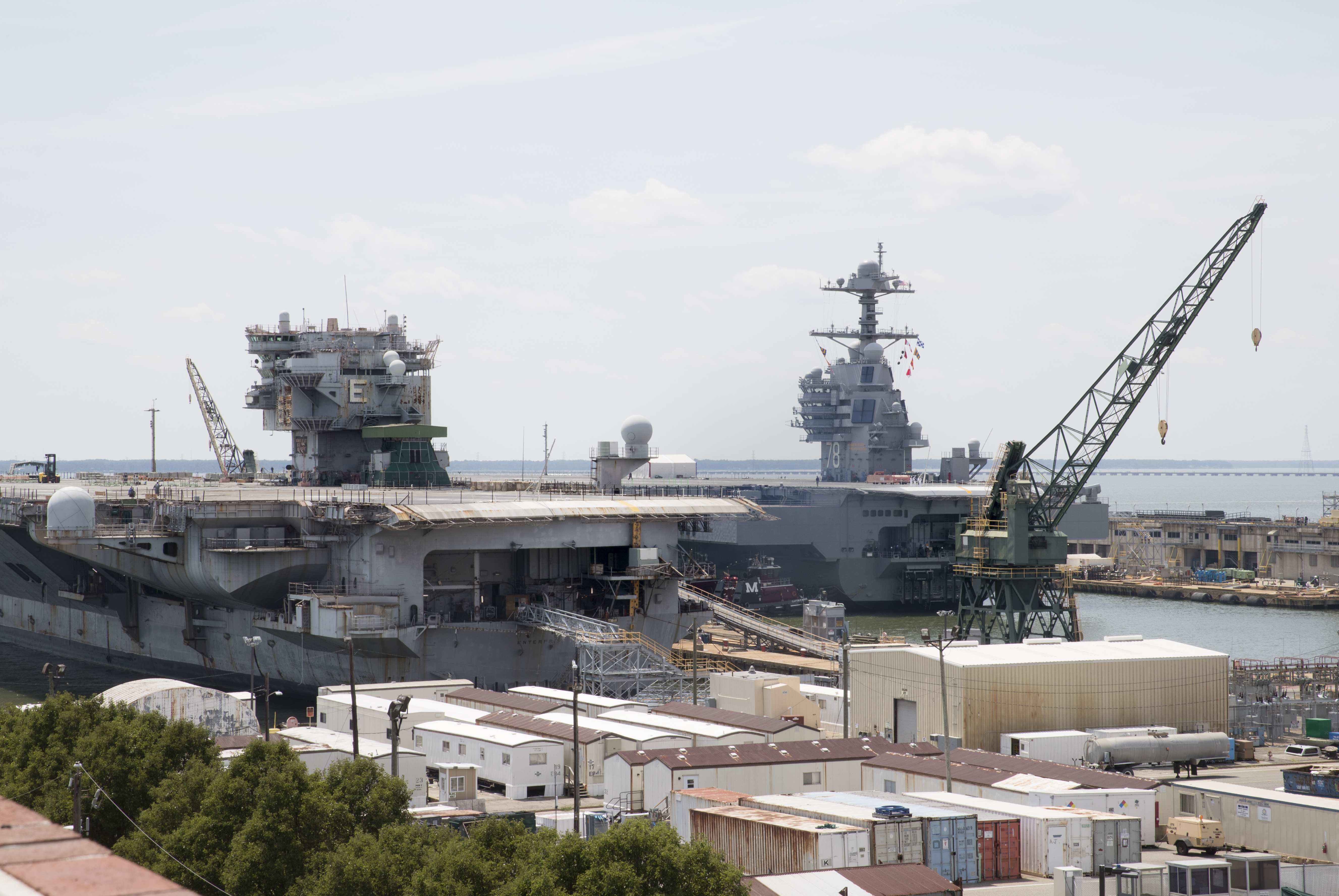
„Enterprise” (CVN-65) po wycofaniu ze służby, obok wyposażanego „USS Gerald R. Ford” (CVN-78)

USS „Enterprise” (CVN-65) był pierwszym lotniskowcem z napędem atomowym, drugim okrętem tej klasy noszącym nazwę „Enterprise”, po najliczniej udekorowanym amerykańskim okręcie w historii – USS „Enterprise” (CV-6) z czasów II wojny światowej. Gdy w stoczni Newport News trwała już budowa CVN-65, w stoczni w Kerny trwała rozbiórka jego słynnego poprzednika, zapoczątkowana jednak została tym samym tradycja, że w każdym czasie służbę pełni lotniskowiec o nazwie „Enterprise”, lub też jednostka nosząca tę nazwę oraz przydomek „Big E” jest już budowana. Toteż wraz z wycofaniem ze służby „Enterprise” (CVN-65), podjęto decyzję że nazwę tę przejmie trzeci lotniskowiec nowego typu Gerald R. Ford – USS „Enterprise” (CVN-80).

## Galeria

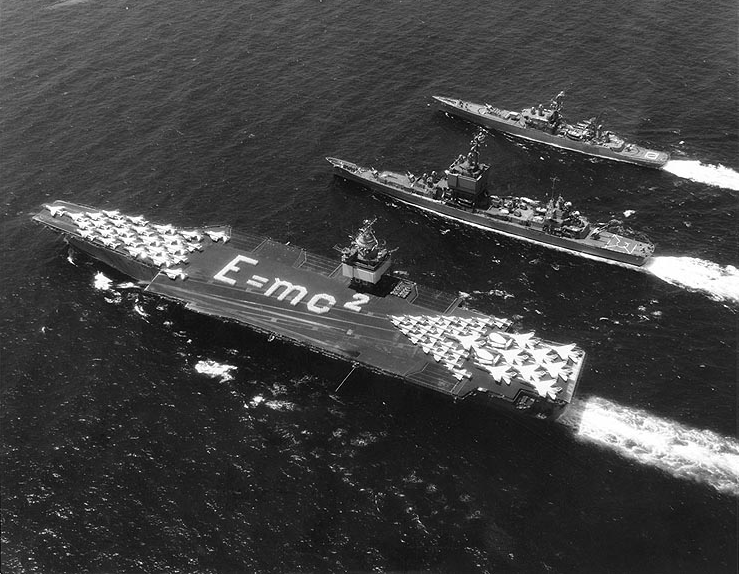
Grupa okrętów atomowych (od lewej): lotniskowiec USS „Enterprise”, krążowniki USS „Long Beach” i USS „Bainbridge”, 30 czerwca 1964
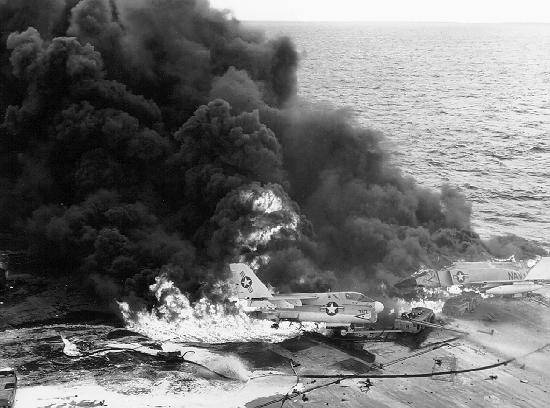
Pożar na pokładzie startowym USS „Enterprise” po wybuchu jednej z rakiet typu Zuni. Płonące samoloty widoczne na pokładzie to myśliwiec F-4 Phantom II i szturmowy A-7 Corsair II, 14 stycznia 1969 r.
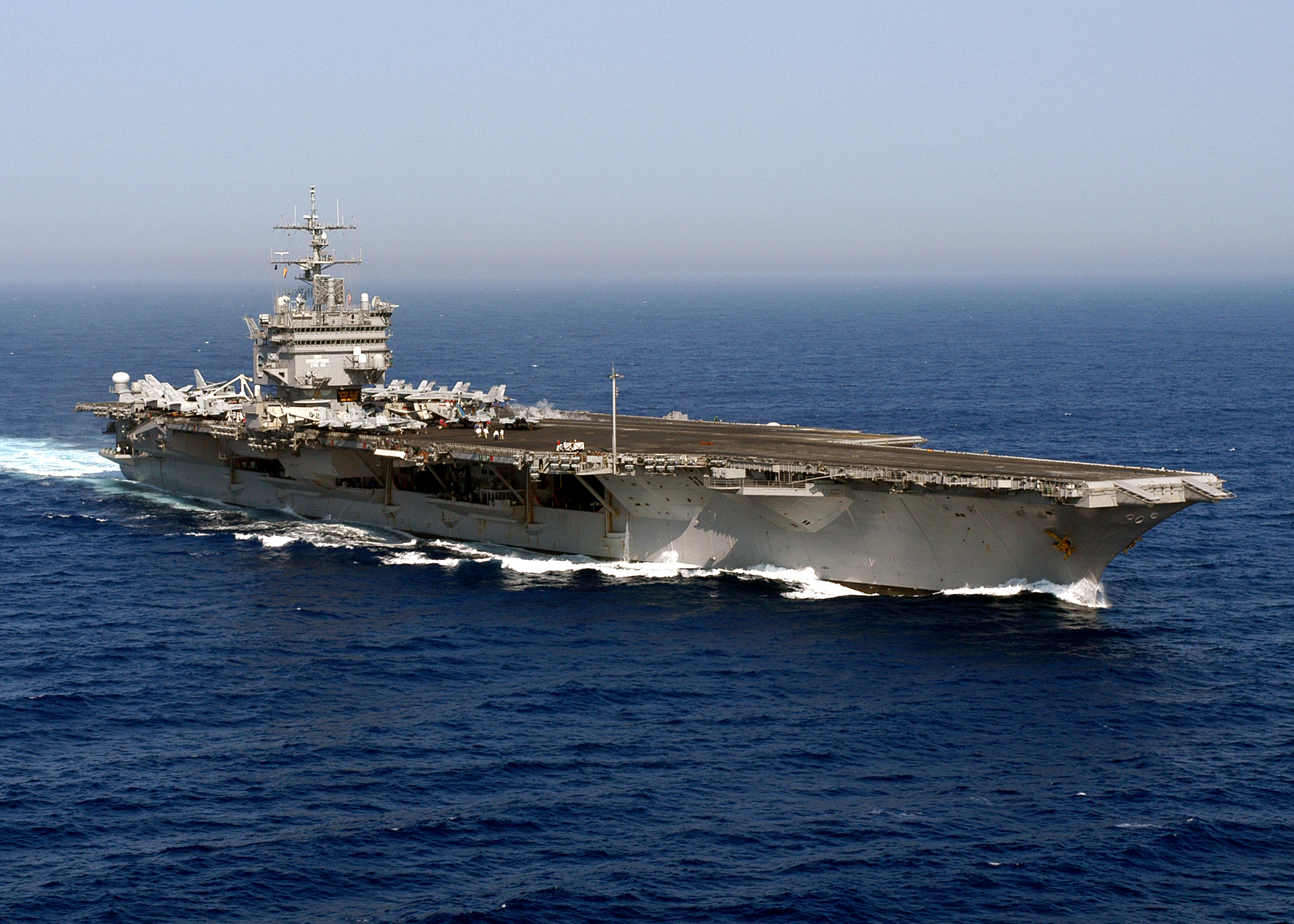
USS „Enterprise” w drodze na Atlantyku, 14 czerwca 2004 r.